# Kościół Matki Bożej Królowej Polski w Opolu-Grotowicach
Kościół Matki Bożej Królowej Polski – rzymskokatolicki kościół filialny położony w Opolu-Grotowicach. Kościół należy do parafii Chrystusa Króla w Opolu-Metalchemie w dekanacie Opole, diecezji opolskiej.

## Historia kościoła
Kościół w Opolu-Grotowicach to dawna świątynia protestancka, która został przejęta w 1945 roku przez katolików.